# 惡夜活死雞
《惡夜活死雞》（英語：Poultrygeist: Night of the Chicken Dead）是一部2006年美國黑色喜劇歌舞恐怖片，由勞埃德·考夫曼和蓋布瑞·費德曼（Gabriel Friedman，未掛名）共同執導，考夫曼、費德曼和丹尼爾·波瓦（Daniel Bova）共同創作劇本，特羅馬娛樂製作和發行。主演包括傑森·亞寧、凱特·葛拉罕（Kate Graham）、艾莉森·謝爾波夫（Allyson Sereboff）及羅賓·華特金斯（Robin Watkins）。電影結合了喪屍、歌舞、政治諷刺和各種「特羅馬元素」（如幽默血腥、裸露和低俗幽默），講述一間炸雞快餐店建立在神聖的美國土著墓地上，亡靈化作雞喪屍向餐廳內的人們復仇。
特羅馬剪輯師費德曼想拍一部關於快餐業題材的電影，考夫曼也在讀過艾瑞克·施洛瑟的著作《快餐王國》後倍感興趣，就此開始構思故事。製作發展在2000年代初期開始，直到2005年夏季在紐約州水牛城開拍。劇組人員多數以志願者組成，許多人均未收取報酬。電影2006年12月29日紐約市試映，2007年8月24日在美國部份戲院有限上映，2008年5月9日紐約市正式上映；首版DVD於2008年發行。《惡夜活死雞》從開發到上映困難重重，連製作預算的50萬美元都是由考夫曼和包含麥可·赫茲在內的幾名合作夥伴自掏腰包籌集，且完成電影後因沒法廣泛上映而使票房失利。
《惡夜活死雞》在影評界和觀眾間獲得好評居多，受到《娛樂周刊》和《紐約時報》等主流媒體賞識，多數稱讚其創意、主題和惡趣味風格，但也有影評批評敘事和片中過頭的橋段。電影在忠實粉絲的心中取得了邪典電影和特羅馬佳作代表的地位。

## 劇情
高中情侶阿比和溫蒂在特羅馬沃克（Tromahawk）的美洲原住民墓地中為促進彼此關係而做愛。阿比因溫蒂要在沒有他的情況下上大學而感到沮喪，但溫蒂向他保證，她將永遠忠於他。兩人發現有一名男子在向他們自慰後急忙離開，該名男子則被從地面冒出的喪屍手殺死。
大學的某學期，阿比回到此地後吃驚地發現兩個不安的事實：不僅墓地被一間大型集團改建成炸雞快餐店「美國雞地堡」（American Chicken Bunker，簡稱），大學將他的女友溫蒂變成了「左派、口紅女同性戀的現代自由主義者」，溫蒂還與她的激進主義者女友米琪一起參加反對興建快餐店的抗議。幻想破滅的阿比為了報復女友，決定在這間快餐店工作。偏執狂經理丹尼錄用了他；工資不高的阿比與各種古怪同事共事：陰柔氣質的墨西哥人派克·貝爾、喜愛動物的大老粗小卡爾、身穿罩袍的穆斯林霍斯，以及在地下室遇見的神祕老員工；老員工一生都是公司的服裝吉祥物，與阿比有著幾乎相同的經歷。
在絞肉時，派克被一隻生雞肉推入絞肉機中死去。餐廳創辦人李·羅伊將軍忽視派克的死並決定將這團絞肉做成邋遢喬。阿比發現派克重生成一個邋遢喬，並從派克那得知了一項可怕的陰謀，當中涉及被剝奪權利的美洲原住民的靈魂，以及數十億隻被送到「集中營」的屠宰雞，兩者計劃以最可怕的方式進行復仇。小卡爾在儲藏室對殺死派克的生雞肉做愛，但生雞肉咬住了他的陰莖，他設法將其掙脫。霍斯用掃帚捅進小卡爾的屁股來殺死生雞肉，但小卡爾的陰莖也因此被撕下。李·羅伊被將軍告訴他們不要將他送往醫院，並將炸雞（已沾上小卡爾噴出來的血和綠腐液）交給外面的抗議者。米琪告訴抗議者雞肉很好吃後，抗議者走進餐廳用餐；原來李·羅伊將軍早已和米琪串通好，這使溫蒂傷心地和她分手並回到了阿比身邊。顧客在吃下炸雞後開始劇烈嘔吐，為了證明雞肉沒問題的李·羅伊將軍被迫吃下一塊雞塊後腹瀉。李·羅伊將軍在廁所產卵，並受到從卵中孵出的雞怪攻擊；雖然他用牙齒撕開了雞怪的頭，但被噴了滿身的綠血，使他在不久後變成了一顆大雞蛋，然後孵化成一隻雞喪屍。在丹尼向阿比等人訴說關於雞和美洲原住民過去的故事時，將軍的雞喪屍咬掉了丹尼的頭。
顧客、員工和抗議者全部變成了雞喪屍，所幸阿比在地下室遇見的老員工及時用M16突擊步槍攻擊他們，救了阿比等人。將軍的雞喪屍被老員工擊敗後，變成喪屍雞的丹尼現身咬掉了老員工的鼻子。然後，阿比射殺了丹尼。溫蒂將門上的營業牌子翻成「停業」，使外頭想進入餐廳的雞喪屍被迫留在原地。還活著的老員工要阿比解救大家後變成了雞喪屍。試圖獨自逃脫的米琪也變成雞喪屍，並與老員工一起襲擊阿比和溫蒂。霍斯嘗試喝光了啤酒來解救他們，但卻為此讓身體突變。阿比和溫蒂從死去的小卡爾身上得知酒精能殺死雞喪屍，但在殺死米琪與老員工及外頭部份的雞喪屍後用光了啤酒。他們發現一個小女孩藏在儲藏室裡，並再次受到將軍雞喪屍的襲擊。突然，將軍雞喪屍全身分裂，原來是先前被將軍吃下肚的派克殺死。身體恢復原狀的霍斯決定犧牲自己，利用自己身上綁的炸彈炸掉了包含所有的雞喪屍在內的整間餐廳。阿比、溫蒂和小女孩及時逃出建築物而得以倖存。在開車回家的過程中，小女孩喝了一罐啤酒後產生胃痙攣，最終下了一顆蛋，嚇壞了她、阿比和溫蒂。車子最終失去控制並撞向前方的車輛，導致車子在空中翻轉，然後落地爆炸，從而殺死了三人。
在片尾的演職人員名單中，雞喪屍們隨著電影主題曲起舞。

## 演員
片中的幾名主要角色以美國知名連鎖餐廳命名。
- 傑森·亞寧飾演阿比[3]：腦袋不靈光的青年，為了報復女友而成為美國雞地堡（American Chicken Bunker）的新進員工，雖然他仍深深地愛著她。
- 凱特·葛拉罕（Kate Graham）飾演溫蒂[3]：阿比的雙性戀前女友，不情願地參加針對美國雞地堡的抗議活動。
- 艾莉森·謝爾波夫（Allyson Sereboff）飾演米琪[14]：溫蒂的女友，領導著抗議活動，但實際上是李·羅伊將軍的同謀。
- 羅賓·華特金斯（Robin Watkins）飾演李·羅伊將軍（Gen. Lee Roy）[14]：美國雞地堡創始人，戀尿布者。該角惡搞自桑德斯上校。[11]
- 喬舒亞·奧拉頓德（Joshua Olatunde）飾演丹尼[14]：美國雞地堡的偏執經理。
- 蘿絲·賈瓦米（Rose Ghavami）飾演霍[14]：美國雞地堡身穿罩袍的穆斯林廚師。
- 凱萊布·愛默生（Caleb Emerson）飾演小卡爾[14]：美國雞地堡的炸鍋廚師，喜愛動物的大老粗。
- 勞埃德·考夫曼飾演老阿比（Old Arbie）[11]：美國雞地堡的資深吉祥物員工，阿比的未來自我。
- 凱利德·里維拉（Khalid Rivera）飾演派克·貝爾[14]：美國雞地堡的墨西哥裔男同性戀員工。
- 喬·弗萊沙克（英语：Joe Fleishaker）[註 3]飾演傑瑞德（英语：Jared Fogle）[14]：潛艇堡飲食代言人。
- 布萊恩·切弗利（Brian Cheverie）飾演奧胡里漢神父（Father O'Houlihan）[14]：愛爾蘭神父兼美國雞地堡贊助人。
- 羅恩·傑里米飾演瘋狂羅恩（Crazy Ron）[10]：當地的怪人。

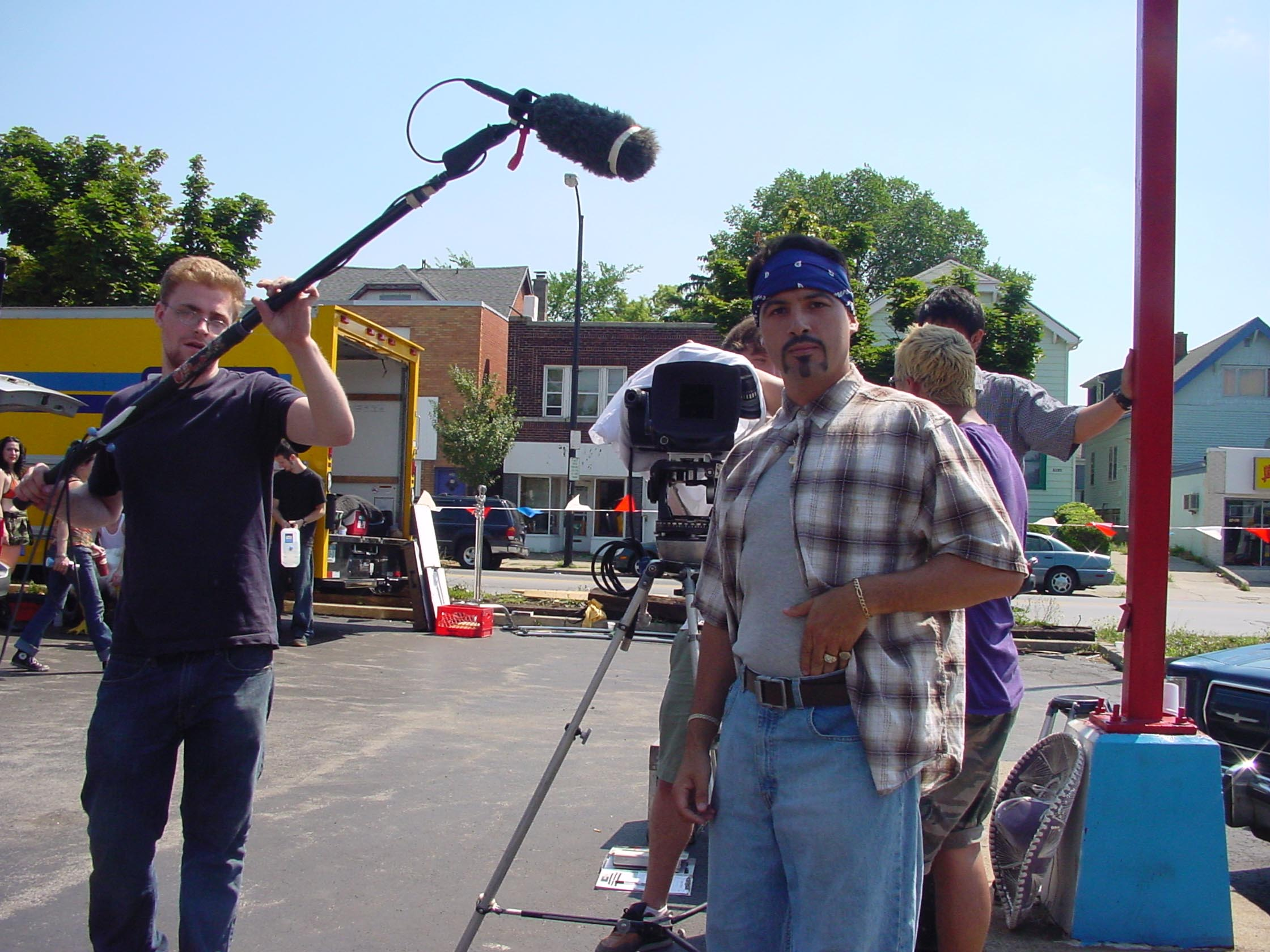
A·J·費勒爾在拍攝片場

黛比·羅尚在片中飾演一名被啤酒砸的知名演員，艾爾絲·麥凱恩則飾演她身旁的裸露的抗議者；小凱斯·懷特（Keith White Jr.）飾演特羅馬市市民及雞喪屍（Chicken Zombie）。武術家A·J·費勒爾飾演一名沒有綠卡的墨西哥人。

## 製作

### 發展和前期製作

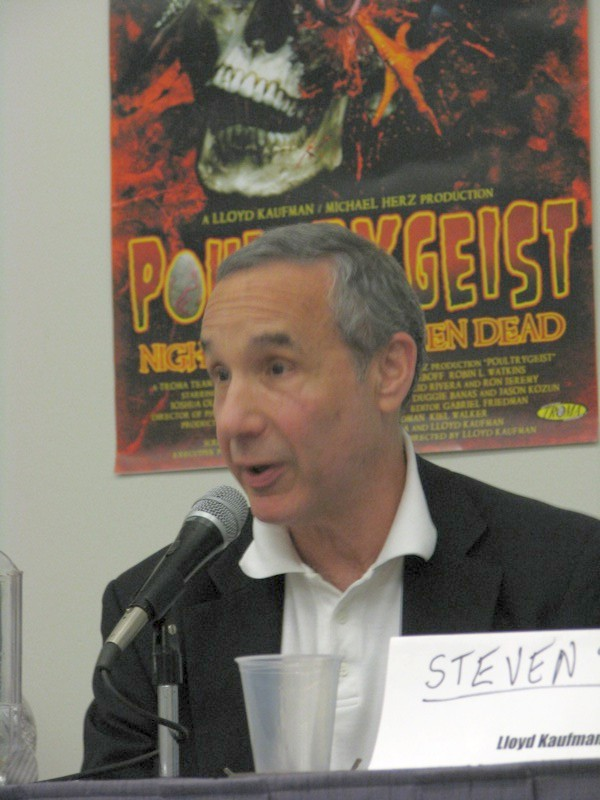
編導勞埃德·考夫曼自掏腰包籌集了《惡夜活死雞》多數的資金

《惡夜活死雞》的故事由導演兼特羅馬娛樂的聯合創始人勞埃德·考夫曼和員工兼剪輯師蓋布瑞·費德曼（Gabriel Friedman）所構想，且與公司本身息息相關。當一家搬到了特羅馬位於曼哈頓的辦公室隔壁後，他們的地下室湧現許多大老鼠，特羅馬員工和實習生們都拒絕到那去清理堆積如山的鼠屎，使考夫曼親自去處理這些麻煩，以挽救保存在那、已有多年歷史的公司宣傳品和電影海報。費德曼曾在快餐店工作，賺的錢比在特羅馬還多，他想拍一部有關該行業的電影而開始對其構思。考夫曼讀過艾瑞克·施洛瑟的《快餐王國》後對快餐業倍感興趣，並開始研究該行業且瞭解到這對社會的危害。另一個靈感來自富有的豪華轎車自由主義者的偽善。
2002年，丹尼爾·波瓦（Daniel Bova）提交了一份待售劇本，再經過兩年的改寫後，團隊準備好開始製作。但即使在2000年代中期大力推廣該片，還是未能獲得足夠的資金。考夫曼和合作夥伴麥可·赫茲自掏腰包籌集了50萬美元，當中包含考夫曼和他的製片妻子帕特·史溫尼·考夫曼的私人退休儲蓄（約總預算的90%），而剩餘的部份則由三至四名不求收回這筆錢的友人提供。特羅馬時常陷入財政困難，考夫曼夫婦更被四處列入黑名單，考夫曼不得不拿出這筆儲蓄並騙妻子說要拿去投資《變形金剛：復仇之戰》（2009年）。實際上，《惡夜活死雞》的預算不只50萬美元。
《惡夜活死雞》多數的工作人員皆為志願者。製片人安德魯·迪默（Andy Deemer）在特羅馬網站、克雷格列表和恐怖作品相關的網路論壇上貼出尋找可用工作人員的廣告。有數百人提出申請並自費飛來紐約州水牛城，志願者來自世界各地，包括美國各州、瑞典、德國、澳大利亞和法國等。電影有八十名工作人員和三百名演員，他們擔任電影的臨時演員、特效師和製片助理。除核心工作人員和中間的引介者外，其他人員均未收取報酬。
男主角傑森·亞寧在出演《惡夜活死雞》前未有任何表演經驗，在紐約報紙上看到試鏡招募後認定自己符合「討厭的傢伙」的條件而前往試鏡並成功錄取。曾與特羅馬合作的特雷·帕克和麥特·史東希望出演電影，但因特羅馬沒有足夠的錢和時間能將他們從洛杉磯帶到水牛城再帶回去而作罷。

### 拍攝
該片由特羅馬資深攝影指導布蘭登·C·弗萊恩特（Brendan C. Flynt）掌鏡，以35毫米膠片拍攝。主要拍攝於2005年夏季在水牛城肯辛頓-貝利的進行。飾演水牛城市民的臨演們日復一日出現在美國雞地堡（American Chicken Bunker，即麥當勞）前，並到晚上化妝成雞喪屍。雖然他們沒有收錢，但偶爾會食用特羅馬免費提供的食物。特羅馬租用了附近的一座廢棄教堂，把它當成特效室、製作室和寢室。拍攝期約兩到三個月，多達八十名人員必須睡在地板上、共用一間浴室、每天吃三次起司三明治，並學會在袋子裡排便。亞寧回憶自己曾以冷水淋浴的方式洗淨身上的假血和嘔吐物：「那天我是有史以來最骯髒的一天。」與麥當勞所在地的合約明文禁止有任何的裸露橋段，反之教會沒有這類的規定；劇組將教堂的地下室裝飾得像麥當勞以在那拍攝片中所有的裸戲。
電影的拍攝作業困難重重，包括無法使用的錯誤特效、時間表每天都會延遲、演員間的糾紛，甚至在拍攝的最後一天，餐廳的佈置過早遭到破壞；其中黛比·羅尚和女主角凱特·葛拉罕（Kate Graham）無法忍受彼此。儘管如此，劇組還是在2005年8月之前成功完成了主要攝影的工作。

### 設計
《惡夜活死雞》和標準的特羅馬電影一樣，裸露、糟糕的笑話、血腥、滿天飛的液體等惡趣味風格充斥著整部電影。電影的特效設計是製作上最複雜的方面，血漿和嘔吐物的用量難以估計；蓋布瑞·費德曼負責關於特效工作的決策，而考夫曼則擔任類似顧問的角色。考夫曼會讓特效人員進行測試，再給他觀看直到考夫曼批准為止；例如考夫曼要求特效部門使用正常大小的寶貝魯斯來呈現喬·弗萊沙克在片中的瘋狂腹瀉。劇組的許多道具都是來自世界各地的特效工作室所捐贈。教堂內的兩間廚房被劇組用於口罩、喙等特效用具。片中有個會說話的三明治是以真實的物品來呈現，為的就是不讓外界認為那是木偶，這也能讓成本不會過高；其他的特效表現也是如此，例如在哈密瓜上戴一頂假髮，並將其用於壓碎頭部的橋段。
片中利用啞炮來達成血漿噴發的操作，操作者為水牛城志願者之一的東尼·佛朗哥（Tony Franco）和他當時8歲的兒子查克（Zach）。身為特羅馬粉絲的佛朗哥自願提供協助，與查克一起在家用乳膠和紙漿製作假屍體，這段期間屋子裡到處都是手、腿、頭等身體部位。在拍攝期間，兩人合作無間利用啞炮及各種道具完成片中的假血噴發。

## 主題
《惡夜活死雞》探討了許多美國社會議題，如勞動階級鬥爭、性向認同、移民爭議，尤其對快餐文化及政治正確的諷刺，含有諸多極具冒犯人的內容。片中快餐店的環境髒亂、對僱員不友善、食物不營養且虐待動物，但人們仍愛好這些垃圾食物，這都在危害著美國社會。另一個諷刺的議題為富有社會活動家的偽善，他們開著豪華轎車並做著自以為對世界有著傑出貢獻的好事。這概念源自考夫曼對前美國副總統艾爾·高爾等人士的厭惡；考夫曼舉例：高爾和妻子乘著私人飛機飛行而消耗許多地球資源、利用審查音樂並違反第一修正案來贏得聲譽，之後還贏得諾貝爾和平獎；前巴勒斯坦解放組織主席亞西爾·阿拉法特和轟炸柬埔寨的前美國國務卿亨利·季辛吉也被頒發諾貝爾和平獎；企業家大衛·葛芬佔領了馬里布海灘，大眾沒法踏入海灘，但仍假裝自己是左派。
片中亦諷刺了美國人民對宗教和種族的刻板印象，如九一一事件後，保守的美國存在對穆斯林移民（伊斯蘭）的恐懼和歧視，以及酒精對美國原住民的影響。

## 音樂
電影音樂由作曲家杜吉·巴納斯（Duggie Banas）創作。特羅馬上網尋找志願者為電影提供歌曲，直到他們遇見了來自加拿大的巴納斯來幫電影作曲並為特羅馬手上的歌詞創作成音樂:251。配樂還包括眾多龐克搖滾樂團的歌曲以及電影中的對話片段。電影原聲帶於2006年10月3日由特羅馬娛樂發行，原聲帶附有一張額外的DVD，具有許多額外內容，包括預告片和電影的前五分鐘。

## 發行及反響

### 營銷

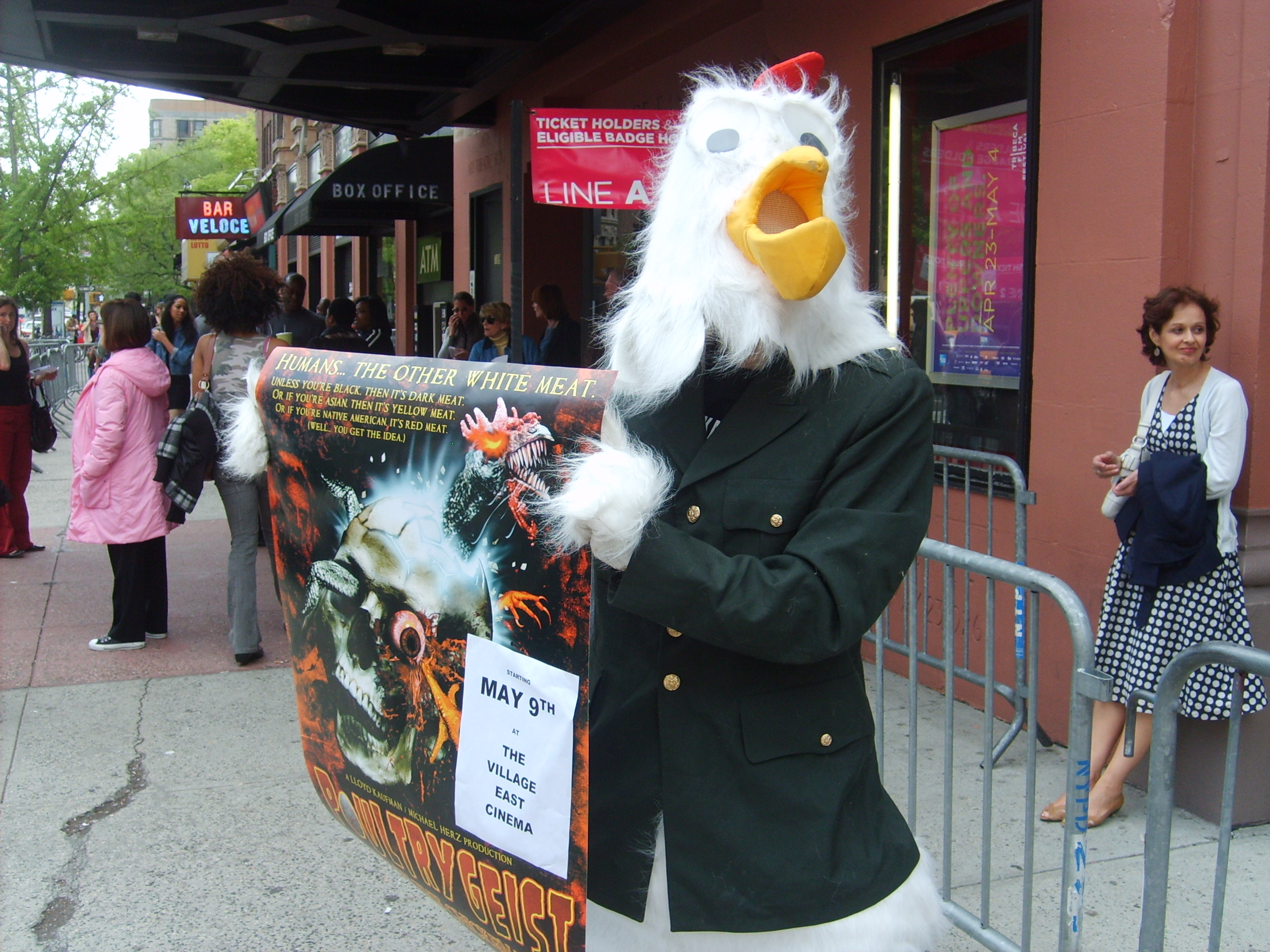
扮演「克魯克將軍」（Colonel Kluck）的特羅馬員工在2008年翠貝卡影展上代表《惡夜活死雞》表達抗議

早於前製階段，就有媒體開始報導《惡夜活死雞》。英國出版物《熱狗》雜誌於2005年報導了仍在拍攝中的電影，而Ain't It Cool News網站、《表演的進攻！》和《Fangoria》則在電影的後製階段進行報導，其中在2007年中對其發表了整版的四頁文章。2006年6月，《惡夜活死雞》在紐約大學舉辦一次初步試映，電影被形容成「當《快餐帝國》（2006年）碰上《活人甡吃》（2004年）」。
隨著電影即將上映，《惡夜活死雞》得到了更多媒體的關注；當特羅馬宣傳團隊於2008年在曼哈頓東村戲院開始準備即將在下個月舉行的首映會時，由於翠貝卡影展已租借此地數週，迫使該戲院停止放映特羅馬電影的預告片並取下所有《惡夜活死雞》的海報。為了表達抗議，許多特羅馬員工（包括一名穿著雞裝的員工）站在東村戲院外揮舞著海報、穿戴夾心板和發送贈品以宣傳電影。考夫曼表示：「翠貝卡影展一直無視特羅馬的35年歷史，也從未放映過特羅馬電影。」特羅馬的舉止獲得了回饋，週五演出的門票已售罄。

### 院線放映
《惡夜活死雞》2006年12月29日在紐約市先行試映，2007年8月24日在美國部份戲院有限上映。2007年4月14日，全球首映在布魯塞爾國際奇幻影展上舉行，並於同年下半在多倫多暗夜恐怖影展、富川國際奇幻影展和卡加利國際影展上展出。2008年2月22日在奧蘭多時尚廣場放映；2008年5月9日在紐約市正式上映，之後陸續在美國各地上映，如洛杉磯（6月14日）、丹佛（7月4日）和水牛城（11月7日）。考夫曼向Bloody Disgusting網站透露，當沒有任何廣告宣傳的《惡夜活死雞》在休士頓和奧斯汀戲院放映時，當週每晚都是票房冠軍，相較之下同期的《魔幻羅盤》（2007年）放映廳則沒什麼人。
《惡夜活死雞》最終仍無法在戲院廣泛發行，總票房僅2萬2623美元，表現失利。考夫曼抱怨，多間戲院不回他電話，也不希望午夜放映；他補充：「電影以35毫米鏡頭拍攝，我不在乎錢，只希望電影能按預期在大銀幕上放映。」直到DVD發行後，該片仍在美國各地零星戲院放映。2009年4月17日，該片在美國中西部、八個州的十一家戲院同時放映。

### 盜版
《惡夜活死雞》2008年5月9日在紐約市正式上映前，盜版已在網上流傳。電影還被泰國和中國等多國的盜版商私自製作成影碟對外販售:126；考夫曼稱讚盜版商自行製作的DVD包裝和影音介面:126，但對營利行為感到不滿：「我不介意一群汗流夾背的青少年在父母的地下室下載我們的電影並與朋友分享。我全力支持文件共享，藝術根據定義是為了共享而生，但當一位健壯的中國將軍透過出售我們的DVD或非法賣給30億人而從獨立藝術中發家致富，而不給我們的藝術家和版權所有者一張紅色的人民幣時，那就是國際恥辱。」他還用簡短的普通話錄製一段影片表達抗議。

### 評價
《惡夜活死雞》在影評界和觀眾間整體好評居多，主要稱讚電影的創意、風格和故事，但特羅馬的招牌惡趣味（如過頭的玩笑話和噁心橋段）並非所有人能夠接受。隨著時間的推進，電影很快地被忠實粉絲視為特羅馬佳作代表，取得了邪典電影的地位。匯總媒體網站爛番茄基於26條評論，該片持有69%的新鮮度，平均評分為6.29／10；該網站共識：「《惡夜活死雞》可能殘酷庸俗且幼稚，但同時也充滿了活潑的一片劣質樂趣。」
《娛樂周刊》的歐文·格里伯曼將該片評為「B+」，稱其為「一部帶有靈魂的剝削電影」及「這是真正的病態樂趣，裡頭沒有無聊的一刻」。《紐約時報》的奈森·李（Nathan Lee）稱其為「完美展現了以噴射式嘔吐和爆發腹瀉為樂的電影」，且以「庸俗的方式」達成「解放」。《票房雜誌》的查德·葛林（Chad Greene）認為《惡夜活死雞》是考夫曼將自己慣用的低預算和充分情趣組合推向的極致；他從滿分五星中給予三星半的評價。
《匹茲堡市報》的艾爾·霍夫（Al Hoff）給予好評：「就像一頓超值的飯菜一樣，《惡夜活死雞》提供了特羅馬粉絲想要的很多東西：可怕的雙關語、加侖計算的噴射體液、赤裸上身的女性、廉價但令人反感的特效、機會平等的冒犯幽默，以及穿著丁字褲的導演勞埃德·考夫曼。」且片中還描寫了快餐連鎖店造成的社會、環境和營養危害的批評。身為特羅馬迷的網站的傑瑞·卡瓦利拉諾（Jerry Cavallaro）非常喜歡《惡夜活死雞》，對片中的瘋狂調性、結局和音樂都表示讚賞，「這不是一部適合所有人的電影。如果您喜歡特羅馬電影，您一定會喜歡。如果您還沒有看過特羅馬電影，那麼這是個不錯的開始。」
相反地，《奧蘭多哨兵報》的羅傑·摩爾（Roger Moore）從滿分五星中給予兩星的負面評價，他在評論中寫道：「像所有特羅馬電影一樣，玩笑開到疲軟，在那最後的50加侖小桶的假血爆發前……得先忍受長達40分鐘的掙扎才能擺脫這部103分鐘的長片。」《奧斯汀紀事》的瑪喬麗·鮑姆加滕（Marjorie Baumgarten）從滿分五星中給予兩星半的評價，批評該片在各方面元素的運用毫無下限，且認為雖然帶有標準的特羅馬元素，但製作價值仍很薄弱：「如果您有足夠的假血、精液，你和你的朋友能在你自家後院中製造出盡可能多的混亂和樂趣。」《偏鋒雜誌》的羅布·赫曼尼克（Rob Humanick）從滿分四星中給了該片僅半星的極差評價，批評片中的政治意識形態落伍且刻板，對同性戀、鄉巴佬、恐怖份子、墨西哥人和口交玩笑等文化大雜燴的描寫「如此膚淺且空虛」。《紐約郵報》的凱爾·史密斯（Kyle Smith）從滿分四星中給予兩星的中等評價，稱電影是種「邪惡《南方四賤客》式諷刺」，從校園抗議活動到企業權力，無所不包，即使具有業餘的表演和緩慢的步伐不會阻止它成為地下文化。

## 家用媒體
2008年10月28日，《惡夜活死雞》以限量1.5萬套的三碟簽名版DVD發行，當中包含90分鐘的幕後花絮紀錄片《活死雞啟動：真相比雞還奇怪》（Poultry In Motion: The Truth is Stranger Than Chicken）、勞埃德·考夫曼與蓋布瑞·費德曼的評論音軌、電影刪減片段，以及幾項《特羅馬公司邪典電影集錦》的全新課程內容。2009年3月31日，電影發行了名為「特別蛋輯！」（Special Egg-Dition!）的雙碟DVD。2010年2月23日，發行藍光光碟，成為特羅馬首部推出藍光的電影；當中除了DVD版已有的額外收錄外，還附有新的評論音軌等獨家內容。
2010年5月，由於特羅馬的電影越來越難以發行，美國電視台也不太願意購入，考夫曼決定將該片上架於Hulu的特羅馬專區供粉絲限時免費觀看。

### DVD發行爭議
2008年4月，特羅馬的影碟獨家分銷商科赫娛樂起訴了特羅馬。據稱，特羅馬違反了排他規定及誠實信用和公平交易的盟約，自行將DVD格式的《惡夜活死雞》與原聲CD一起直接出售給批發商和零售商。科赫上訴法院向特羅馬提出索賠，特羅馬則根據違反合約的指控提出反訴。2010年10月，特羅馬的反訴被駁回，並進一步下令指示當事方出庭進行預審。
《惡夜活死雞》2011年1月7日在美國登上全國新聞。來自加利福尼亞州奧蘭德的一名男子向當地零售商購買了DVD清潔片，後來才發現片子是《惡夜活死雞》的偽裝版，當中露骨的畫面令他感到不適和不滿。商店的老闆下架了該商品，並聲稱這是他於11月從奧克蘭的一家倉庫經銷商那買來。包裝上的公司表示，這是他們收到的第一份投訴，該產品是從中國進口。接到投訴後，員工檢查了幾箱產品，他們沒有發現任何問題。

## 備註
1. ↑  意指比較女性化的女同性戀者。
2. ↑  該段飛車場景直接引用自《紐約殺人機器》（1990年）同樣的片段[12]。
3. ↑  喬·弗萊沙克在片中掛名為「梅加·赫茲」。
4. ↑  一種巧克力棒。

## 外部連結
- 特羅馬娛樂電影資料庫上《惡夜活死雞》的資料 （页面存档备份，存于）
- DVD Talk對《惡夜活死雞》的DVD評論和特羅馬產品銷售人伊凡·胡斯奈的訪談 （页面存档备份，存于）
- 互联网电影数据库（IMDb）上《惡夜活死雞》的资料（英文）
- AllMovie上《惡夜活死雞》的资料（英文）
- 豆瓣电影上《惡夜活死雞》的資料 （简体中文）
- Box Office Mojo上《惡夜活死雞》的資料（英文）
- 爛番茄上《惡夜活死雞》的資料（英文）